# Ансалтинский сельсовет
Ансалтинский сельсовет  — административно-территориальная единица и муниципальное образование со статусом сельского поселения в Ботлихском районе Дагестана Российской Федерации.
Административный центр — село Ансалта.

## Население
| 2002  | 2010  | 2012  | 2013  | 2014  | 2015  | 2016  |
| ----- | ----- | ----- | ----- | ----- | ----- | ----- |
| 5507  | ↘4834 | ↗4911 | ↗4943 | ↗4961 | ↗5019 | ↗5104 |
| 2017  | 2018  | 2019  | 2020  | 2021  | 2023  | 2024  |
| ↗5162 | ↗5192 | ↗5244 | ↗5315 | ↗5506 | ↗5570 | ↗5649 |
| 2025  |       |       |       |       |       |       |
| ↗5719 |       |       |       |       |       |       |

## Состав
| № | Населённый пункт | Тип населённого пункта       | Население |
| - | ---------------- | ---------------------------- | --------- |
| 1 | Ансалта          | село, административный центр | ↗5277     |
| 2 | Чубутла          | село                         | ↘229      |